# Call to Arms (album de Sick of It All)
Albums de Sick of It All
Built to Last
(1997) Yours Truly
(2000)
Call to Arms est le cinquième album studio du groupe de hardcore punk américain Sick of It All, sorti en 1999. C'est le premier album du groupe publié chez Fat Wreck Chords.

## Liste des titres
Tous les titres sont écrits et composés par Sick of It All.
1. Let Go –  1:09
2. Call to Arms –  1:48
3. Potential for a Fall –  2:28
4. Falter –  1:13
5. The Future Is Mine – 2:04
6. Guilty – 1:32
7. Falling Apart –  2:03
8. Sanctuary –  1:55
9. Morally Confused –  1:50
10. Hindsight – 2:27
11. Martin –  2:46
12. Pass the Buck –  1:27
13. Quiet Man –  2:40
14. Drastic –  1:23
15. (Just A) Patsy –  6:10*

A la fin de l'album, il y a un morceau caché nommé Greezy Wheezy. Le groupe l'a joué de nombreuses fois sur scène, et une captation vidéo peut être visionné sur le documentaire Sick of It All: The Story So Far,.

## Ambiance musicale
Cet album signe un retour du groupe à des sonorités punk rock, Oi! et Hardcore old school,,.

## Crédits
- Lou Koller – chant
- Pete Koller – guitare
- Craig "Ahead" Setari – basse
- Armand Majidi – batterie
- Enregistré au studio Big House, New York
- Produit par Sick of It All et John Seymour
- Mixé par John Seymour